# Léon Reinach
Léon Reinach (geb. 24. Mai 1893 in Paris; gest. 12. Mai 1944 im KZ Auschwitz) aus der Familie Reinach war ein französischer Komponist und Kunstsammler, der im Holocaust ermordet wurde.

## Leben
Léon Reinach gehört zu einer jüdischen Familie von Staatsmännern und Wissenschaftlern. Sein Vater war Théodore Reinach, der als Mitglied der Académie des inscriptions et belles-lettres die Villa Kérylos in Beaulieu-sur-Mer errichtete und sie dem Institut de France vermachte. Sein Onkel Joseph Reinach war Kabinettsdirektor von Léon Gambetta, Abgeordneter und überzeugter Anhänger von Alfred Dreyfus; dessen Bruder Salomon Reinach, Absolvent der École normale supérieure, war Schriftsteller, Kunst- und Religionshistoriker und Hellenist.
Am 10. März 1919 heiratete er Béatrice de Camondo, Tochter von Moïse de Camondo und seiner Ehefrau Irène Cahen d'Anvers, die beide aus prominenten jüdischen Bankiersfamilien stammten. Sie bekamen zwei Kinder:
- Fanny (geboren am 26. Juli 1920 in Paris)
- Bertrand (geboren am 1. Juli 1923 in Paris)

1920 wohnten sie mit seinem Schwiegervater im Hôtel particulier der Familie Camondo in der Rue de Monceau 63 (dem heutigen Museum Nissim de Camondo). Als 1923 ihr Sohn Bertrand zur Welt kam, zogen sie auf den Boulevard Maurice Barrès in Neuilly-sur-Seine.
Léon Reinach war Musiker, Komponist, und Kunstsammler. In seiner Sammlung befand sich unter anderem Vincent van Goghs Die Brücke von Chatou. Seine Schwiegermutter Irène Cahen d'Anvers war Modell des berühmten Porträts Porträt von Irène Cahen d'Anvers von Pierre-Auguste Renoir, das Béatrices Großmutter Louise de Morpurgo 1910 ihrer Enkelin geschenkt hatte. 1935, mit dem Tod ihres Vaters, erbte Béatrice ein großes Vermögen.

## Der Weg nach Auschwitz
Nach Ausbruch des Zweiten Weltkriegs vertraut Léon „die wertvollsten Teile ihrer Sammlung den Musées Nationaux an, die sie zur Sicherheit ins Schloss Chambord transferieren. Hier werden die Schätze des Louvre aufbewahrt.“ Später versuchte er, „Teile der Kunstsammlung wiederzuerhalten, die jetzt aus Chambord abgeholt worden ist. Am 10. August 1941 schreibt er aus Neuilly-sur-Seine, Boulevard Maurice Barrès 64, an Jacques Jaujard, dem Direktor der Nationalmuseen.“ … „Jaujard interveniert, indem er den Brief an Xavier Vallat weiterschickt, der das Generalkommissariat für Judenfrage in der Vichy-Regierung leitet. Vallats Antwort ist ein an den Randgekritzeltes Non.“
„Im Dezember 1941 trennt sich die Familie, Léon fährt in die unbesetzte Zone. Béatrice, Fanny und Bertrand bleiben am Boulevard Maurice Barrès 64 in Neuilly-sur-Seine zurück.“ Das Ehepaar reicht die Scheidung ein, am 1. Juli 1942 tritt Béatrice zum Katholizismus über. „Am 26. Oktober 1942 wird die Scheidung von Béatrice und Léon rechtskräftig. Léon flieht nach Pau, achtzig Kilometer vor der spanischen Grenze in den Pyrenäen gelegen.“ … „Die Kinder sind noch in Paris bei der Mutter.“ Im Musée Nissim de Camondo befindet sich ein Brief ihres Ex-Mannes, in dem er Béatrice auffordert, Paris mit ihrem Sohn und ihrer Tochter zu verlassen. Sie jedoch missachtete seinen Rat, weil sie sich aufgrund ihrer Stellung und ihrer Beziehungen sicher fühlt. Bertrand hingegen flieht zum Vater in den Süden.
„Am 5. Dezember 1942 werden Louise Carmendo, femme Reinac (sic) und ihre Tochter Fanny festgenommen, weil sie den gelben Stern nicht getragen haben. Um halb ein Uhr mittags bringt man sie in ein Kommissariat im 16. Arrondissement. Am nächsten Tag um 3 Uhr nachmittags werden sie nach Drancy weitergeschickt.“ … „Bei ihrer Ankunft erhalten Béatrice und Fanny die Nummern 413 und 415 für Kategorie C1, Juden, die in Büros, Küchen und Krankenhäusern arbeiten.“ Da alle vier Großeltern der beiden Juden sind, wird in ihren Unterlagen à ne pas libérer (nicht freizulassen) vermerkt.
„Léon und Bertrand werden am 12. Dezember im Ariège festgenommen, ein paar Kilometer vor der spanischen Grenze. Am 3. Februar 1943 kommen sie in Drancy an.“ Bertrand bekommen die Nummer 414, Léon die Nummer 1719. „Der Direktor des Institut de France schreibt an Fernand de Brinon, délégué général für die besetzten Gebiete, und ersucht um Léons Freilassung am 31. März 1943.“ Einen Monat später, am 22. April wird das Gesuch von einem SS-Sturmbannführer abgelehnt, Teil der Begründung ist, dass Brinon das Gesuch mit keinem Wort befürwortet habe.
„Im Sommer 1943 beginnt Léon mit vierzig anderen, in drei Gruppen organisierten Personen einen Tunnel zu graben.“ Der Tunnel wird am 9. November entdeckt. Am 17. November werden Léon, Fanny und Bertrand von der Kategorie C1 in die Kategorie B (Deportation) versetzt. „Am 20. November 1943 um 11 Uhr 50 werden Léon, Fanny und Bertrand durchsucht und dann in den Transport 62 gezerrt, der von der Gare de Bobigny Richtung Auschwitz abgeht.“ … „Léon und Bertrand werden in die Lager Birkenau und Monowitz gebracht.“ … „Am 31. Dezember 1943 stirbt Fanny in Auschwitz. Sie ist zweiundzwanzig, als man sie ermordet.“
„Am 7. März 1944 morgens um 4 Uhr früh werden die Internierten in Drancy geweckt und zur Gare de Bobigny getrieben. Béatrice ist eine von 1501 Personen im Transport 69.“ Die Fahrt nach Auschwitz dauert drei Tage, in denen sie keine Nahrung, nicht einmal Wasser erhalten. „Am 22. März 1944 stirbt Bertrand in der Krankenstation des Lagers Monowitz. Er ist 20, als man ihn ermordet.“ … „Am 12. Mai 1944 wird Léon in Birkenau ermordet, zwei Wochen vor seinem fünfzigsten Geburtstag.“ … „Béatrice wird am 4. Januar 1945 in Auschwitz ermordet. Sie war fünfzig.“ Am 27. Januar wurde Auschwitz von der Roten Armee befreit.